# Sun Records
Sun Records – amerykańska wytwórnia płytowa założona w Memphis przez Sama Phillipsa 27 marca 1952 roku. 
Przełomowym momentem w działalności Sun był rok 1954, kiedy to młody kierowca ciężarówki Elvis Presley nagrał tu swój pierwszy singel That's All Right, Mama. Poza Elvisem, Sam Phillips wykreował też wiele innych późniejszych gwiazd jak: Carl Perkins, Roy Orbison, Jerry Lee Lewis czy Johnny Cash.
Wytwórnia ta miała wielki wpływ na powstanie rock and rolla, który wywodzi się m.in. z muzyki wydawanej tu jako rockabilly.